# یانچتسه
یانچتسه (به لاتین: Janczyce) یک روستا در لهستان است که در گمینا باتشکوویتسه واقع شده‌است. یانچتسه ۱۸۰ نفر جمعیت دارد.